# Медик (футбольный клуб, Моршин)
«Медик» (укр. Медик) — украинский футбольный клуб из города Моршин Львовской области. Проводил домашние матчи на стадионе «Медик».

## История
Клуб был основан в советское время и выступал в региональных соревнованиях, в 1990 году став финалистом Кубка Львовской области. В 1993 году команда была заявлена для участия в переходной лиге чемпионата Украины. Дебютную игру на профессиональном уровне клуб провёл 31 августа 1993 года, в Ромнах уступив местному «Электрону» со счётом 3:0. На протяжении всего чемпионата команда находилась в роли аутсайдера и закончила сезон на 18-й, последней, строчке в турнирной таблице, в связи с чем была лишена профессионального статуса. В дальнейшем «Медик» провёл два сезона в любительском чемпионате Украины, после чего выступал в чемпионате Львовской области и, спустя некоторое время, был расформирован.

## Главные тренеры
Команда начала выступления в переходной лиге под руководством Игоря Куха, однако уже в октябре 1993 года его на тренерском посту сменил Иван Марысей

## Выступления в чемпионатах Украины
| Сезон   | Дивизион                | Место в чемпионате | И  | В | Н | П  | ГЗ | ГП | О  |
| ------- | ----------------------- | ------------------ | -- | - | - | -- | -- | -- | -- |
| 1993/94 | Переходная лига Украины | 18 из 18           | 34 | 3 | 4 | 27 | 14 | 77 | 10 |